# Кобук (аэропорт)
Аэропорт Кобук (англ. Kobuk Airport), (ИАТА: OBU, ИКАО: PAOB, FAA LID: OBU) — государственный гражданский аэропорт, расположенный в городе Кобук (Аляска), США.

## Операционная деятельность
Аэропорт Кобек занимает площадь в 68 гектар, расположен на высоте 42 метров над уровнем моря и эксплуатирует одну взлётно-посадочную полосу:
- 9/27 размерами 1219 x 23 метров с гравийным покрытием.